# 韩城苏家民居
韩城苏家民居位于中国陕西省渭南市韩城市金城街道西环路张巷之北，是韩城老城区的传统民居四合院建筑，已列为陕西省文物保护单位。
苏氏是韩城苏、牛、薛、张四大家族之一。苏家民居的九间厅房，是韩城体量最大的民居厅房，宽敞而精美。

## 保护
2008年9月16日，韩城苏家民居由陕西省人民政府公布为第五批陕西省文物保护单位，编号5-3-23。